# Mezinárodní letiště Nanking Lu-kchou
Mezinárodní letiště Nanking Lu-kchou (čínsky v českém přepisu Nan-ťing Lu-kchou kuo-ťi ťi-čchang, pchin-jinem Nánjīng Lùkǒu Guójì Jīchǎng, znaky zjednodušené 南京禄口国际机场, tradiční 南京祿口國際機場, IATA: NKG, ICAO: ZSNJ) je mezinárodní letiště v Nankingu, hlavním městě provincie Ťiang-su v Čínské lidové republice. Leží ve vzdálenosti přibližně pětačtyřiceti kilometrů jižně od centra v uličním výboru Lu-kchou v městském obvodě Ťiang-ning.
Letiště je uzlovým pro China Eastern Airlines a pro nákladního dopravce China Postal Airlines, pro kterého je i domovským. V rámci pořadí nejrušnějších letiště podle počtu cestujících se v rámci celé republiky dlouhodobě drží v druhé desítce.
Linka S9 nankingského metra spojuje letiště zejména s Nankingským Jižním nádražím, přes které prochází vysokorychlostní trať Peking – Šanghaj a končí zde vysokorychlostní tratě Šanghaj – Nanking, Nanking – Chang-čou a Nanking – An-čching. Na Nakingské nádraží, přes které vede vysokorychlostní trať Šanghaj – Nanking a železniční trať Peking – Šanghaj, je přímé spojení pouze autobusy.